# مايرون جورج
مايرون جورج (بالإسبانية: Mayron George)‏ (23 أكتوبر 1993 في كوستاريكا - ) هو مدرب كرة قدم ولاعب كرة قدم كوستاريكي في مركز الهجوم. شارك مع منتخب كوستاريكا لكرة القدم. أما مع النوادي، فقد لعب مع نادي راندرس وLimón F.C. ‏ وHobro IK ‏ وأوفي كريت.

## وصلات خارجية
- مايرون جورج على موقع قاعدة بيانات كرة القدم.إي يو (الإنجليزية)
- مايرون جورج على موقع ليكيب (الفرنسية)
- مايرون جورج على موقع ناشيونال فوتبول تيمز (الإنجليزية)
- مايرون جورج على موقع Soccerway.com (الإنجليزية)
- مايرون جورج على موقع عالم كرة القدم.نت (الإنجليزية)